# Pterocerina alboguttata
Pterocerina alboguttata är en tvåvingeart som beskrevs av Speiser 1929. Pterocerina alboguttata ingår i släktet Pterocerina och familjen fläckflugor. Inga underarter finns listade i Catalogue of Life.